# District de Düsseldorf
Le district de Düsseldorf (en allemand Regierungsbezirk Düsseldorf) est une des cinq circonscriptions allemandes (Regierungsbezirke) du land de Rhénanie-du-Nord-Westphalie.
Son chef-lieu est Düsseldorf.

## Situation géographique
Le district est limitrophe de celui de Münster au nord,  d'Arnsberg à l'est, de Cologne et, à l'ouest, aux Pays-Bas. 
Le district est situé au nord-ouest de Rhénanie-du-Nord-Westphalie.

## Histoire
Le district fut créé par décret prussien du 30 avril 1815. 
L'administration du district commença le 22 avril 1816.

## Administration territoriale
Le district comprend cinq arrondissements et dix villes-arrondissements, dont 66 communes :

### Arrondissements
- Arrondissement de Clèves : 16 communes, dont 10 villes
- Arrondissement de Mettmann  : 10 communes, dont 10 villes
- Arrondissement de Rhin Neuss : 8 communes, dont 6 villes
- Arrondissement de Viersen : 9 communes, dont 5 villes
- Arrondissement de Wesel : 13 communes, dont 9 villes

### Villes-arrondissements
- Düsseldorf : 1 commune
- Duisbourg : 1 commune
- Essen : 1 commune
- Krefeld : 1 commune
- Mönchengladbach : 1 commune
- Mülheim an der Ruhr : 1 commune
- Oberhausen : 1 commune
- Remscheid : 1 commune
- Solingen : 1 commune
- Wuppertal : 1 commune

### Anciens arrondissements (avant 1974)
- Arrondissement de Clèves (à partir de 1822)
- Arrondissement de Dinslaken (de) (à partir de 1909)
- Arrondissement de Duisbourg (jusqu'en 1874, intégré à la ville de Duisbourg)
- Arrondissement de Düsseldorf (de) (jusqu'en 1929, intégré à l'arrondissement de Düsseldorf-Mettmann (de))
- Arrondissement de Düsseldorf-Mettmann (de) (à partir de 1929)
- Arrondissement d'Elberfeld (de) (jusqu'en 1861, divisé entre l'arrondissement de Mettmann et les villes de Barmen et d'Elberfeld)
- Arrondissement d'Essen (1857-1929, divisé entre l'arrondissement de Düsseldorf-Mettmann (de) et les villes de Mülheim et d'Essen)
- Arrondissement de Gueldre (de) (à partir de 1822)
- Arrondissement de Gladbach (jusqu'en 1929, divisé entre les arrondissements de Grevenbroich-Neuss et Kempen-Krefeld (de) et les villes de Gladbach-Rheydt et de Viersen)
- Arrondissement de Grevenbroich (de) (jusqu'en 1929, intégré à l'arrondissement de Grevenbroich-Neuss puis de nouveau reformé en 1946)
- Arrondissement de Grevenbroich-Neuss (1929-1946, intégré à l'arrondissement de Grevenbroich (de))
- Arrondissement de Kempen (1822-1929, intégré à l'arrondissement de Kempen-Krefeld (de))
- Arrondissement de Kempen-Krefeld (de) (à partir de 1929)
- Arrondissement de Krefeld (de) (jusqu'en 1929, intégré à l'arrondissement de Kempen-Krefeld (de))
- Arrondissement de Lennep (jusqu'en 1929, divisé entre l'arrondissement de Solingen-Lennep (de) et la ville de Wuppertal)
- Arrondissement de Mettmann (jusqu'en 1929, intégré à l'arrondissement de Düsseldorf-Mettmann (de)
- Arrondissement de Moers (de) (à partir de 1857)
- Arrondissement de Mülheim (1874-1910, divisé entre l'arrondissement d'Essen et les villes de Mülheim et d'Essen)
- Arrondissement de Neuss (jusqu'en 1929, intégré à l'arrondissement de Grevenbroich-Neuss)
- Arrondissement d'Opladen (de) (jusqu'en 1819, intégré à l'arrondissement de Solingen)
- Arrondissement de Rees (de) (à partir de 1822)
- Arrondissement de Rheinberg (de) (1822-1823, intégré à l'arrondissement de Gueldre (de))
- Arrondissement de Rhin-Wupper (de) (à partir de 1931)
- Arrondissement de Ruhrort (de) (1887-1909, intégré à l'arrondissement de Dinslaken (de))
- Arrondissement de Solingen (jusqu'en 1929, divisé entre l'arrondissement de Solingen-Lennep (de) et la ville de Wuppertal)
- Arrondissement de Solingen-Lennep (de) (1929-1931), intégré à l'arrondissement de Rhin-Wupper (de))

## Présidents du district
- 1816–1831: Philipp von Pestel (de)
- 1831–1834: Franz Edmund Josef von Schmitz-Grollenburg
- 1834–1837: Antoine de Stolberg-Wernigerode
- 1837–1848: Adolph von Spiegel-Borlinghausen (de)
- 1849–1850: Friedrich von Spankeren
- 1850–1866: Leo von Massenbach (de)
- 1866–1871: Friedrich von Kühlwetter
- 1871–9999: Alexander von Götz und Schwanenflies (de)
- 1872–1876: August von Ende
- 1876–1877: Karl Hermann Bitter (de)
- 1877–1883: Robert Eduard von Hagemeister
- 1883–1889: Hans Hermann von Berlepsch
- 1889–1895: Eberhard von der Recke von der Horst
- 1896–1899: Georg von Rheinbaben
- 1899–1902: Hans Dietrich von Holleuffer (de)
- 1903–1909: Arthur Schreiber (de)
- 1909–1919: Francis Kruse (de)
- 1919–9999: Hugo Landé (de)
- 1920–1923: Walther Grützner (de)
- 1924–1933: Karl Bergemann (de)
- 1933–1938: Carl Christian Schmid (de)
- 1938–1939: Herbert Fuchs (de)
- 1939–1940: Eggert Reeder
- 1941–1944: Wilhelm Burandt (de)
- 1944–1945: Eggert Reeder
- 1945–1946: Eduard Sträter (de)
- 1946–1947: Kurt Necker (de)
- 1947–1967: Kurt Baurichter (de)
- 1967–1975: Hans Otto Bäumer (de)
- 1975–1983: Achim Rohde (de)
- 1983–1986: Hermann Strich (de)
- 1986–1995: Fritz Behrens (de)
- 1995–2010: Jürgen Büssow (de)
- 2010–2017: Annemarie Lütkes (de)
- 2017-–999: Birgitta Radermacher (de)